# 駒田航
駒田航（日语：／ Komada Wataru，1989年9月5日—）是日本男聲優，隸屬於81Produce。

## 人物
- 愛好、特長：英語會話、攝影、看電影、飛鏢、排球
- 2013年4月1日加入81Produce。
- 第5回81試聽優秀獎、文化放送獎、エクシング獎獲獎。
- 2019年，在第13屆聲優獎中因參與聲優RAP對決企劃《催眠麥克風》獲得歌唱賞。
- 2021年1月1日，在個人Twitter宣布與一般女性結婚[1]。

## 出演作品
- 主要角色以粗體顯示。

### 電視動畫
2013年
- 旋風管家! Cuties
- Pretty Rhythm Rainbow Live（店員2）

2014年
- 怪盜Joker（監視員）
- 蠟筆小新（管家）
- CROSSANGE 天使與龍的輪舞（近衛兵）
- Keroro軍曹 FLASH版（英語發音的聲音）
- 恐怖殘響（隊長、郵遞員、操作員A、部下、部下A）
- 超級索尼子（攝影師B、商店街的店主E）
- 團地友夫（警備員A）
- 展開騎士（光譜戰士、其他）
- 哆啦A夢（村民）
- 美妙天堂（男性）
- 破刃之劍（班）
- Baby Steps ~網球優等生~（廣播）
- RAIL WARS! -日本國有鐵道公安隊-（急救隊員1、犯人、男2、作業員B、ヤクザたち、罪犯）
- 魔法科高中的劣等生（工作員）

2015年
- 俺物語!!（男學生3）
- 境界之輪迴（女學生的男友）
- CROSSANGE 天使與龍的輪舞（特殊部隊）
- 小長門有希的消失（棒球部員、回頭的情侶、棒球部員C）
- Punch Line（犯人、SAT）
- 美妙天堂（客、SP）
- 飆速宅男 GRANDE ROAD（觀眾）

2016年
- 藍海少女（潛水員C）
- 卡片戰鬥先導者G Gears Crisis篇紳士
- 怪盜Joker season4（監視員1）
- Qualidea Code（飛行員、學生、軍人）
- 齊木楠雄的災難（男學生B）
- 春&夏推理事件簿～春太與千夏的青春～（男學生、鐵道研究部員）
- 名偵探柯南（刑事）

2017年
- 偶像大師 SideM（古論克里斯）
- URAHARA（街上的人）
- （玩家、客、助手）
- 境界之輪迴3（記死神A）
- THE REFLECTION (動畫)（紐約警察）
- 將國戡亂記（阿里、士兵、盧卡）
- 昭和元祿落語心中 -助六再現篇-（鄰居、前座、客）
- 巴哈姆特之怒 VIRGIN SOUL（軍神、手下）
- DIVE!!（美國的男性）
- 多美卡超級救援DRIVE HEAD機動救急警察（乘客）
- 智龍迷城X（龍喚士）
- Hand Shakers（敵Hand Shaker）
- 飆速宅男 NEW GENERATION（總北高中部員、觀眾）
- 小魔女學園（電腦、警官）

2018年
- 偶像大師 SideM 有理由Mini!（古論克里斯）
- 賽馬娘 Pretty Derby（記者）
- 卡片戰鬥先導者(新系列)（美技的騎士 加雷斯）
- 魔卡少女櫻 透明牌篇（英語教師、學生、觀光客）
- 書店裡的骷髏店員本田（帥大叔、肖恩、電話4）
- 逆轉裁判 對這個“真實”有異議！ Season 2（外國人A）
- 罪人與龍共舞（荷頓、僧、納吉庫）
- 邪神與廚二病少女（店員）
- 付喪神出租中（梅島屋）
- 高分少女（觀眾B）
- 刃牙（不良A、弟子A）
- 琴之森（品川）
- 未來卡 神搭檔對戰（吉森）
- Fate/EXTRA Last Encore（御主）
- POP TEAM EPIC（敵C）
- 小木乃伊到我家（男學生）
- 三顆星彩色冒險（青年）
- 名偵探柯南（播音員）
- RErideD -穿越時空的德理達-（卡策）

2019年
- 偶像夢幻祭（椚章臣）
- 歌舞伎町夏洛克（戴安娜·奧多尼、猿）
- 賢者之孫（軍事局長、阿爾弗雷德·馬卡斯）
- 聖鬥士星矢 聖鬥少女翔（獵犬座亞狄里安）
- 鑽石王牌 act II（海曼、康拉德）
- 粉彩回憶（男性、秋田犬、村人、町民A、町民B、町民C、祠）
- 一個人的OO小日子（體育教師）
- 魔法水果籃 1st season（廣志、同僚、男學生、旁白、男性）
- 深夜的超自然公務員（背包客）
- 指尖傳出的真摯熱情-青梅竹馬是消防員-（羽瀨淳）

2020年
- ARP Backstage Pass（松本晴臣、旁白(第6.5話)）
- 用我的手指來擾亂吧。 ～在打烊後僅剩兩人的沙龍…～（七瀨蒼甫）
- GREAT PRETENDER（男、刑警、FBI搜查官、銀行員、凱文、實況、畫廊店員、稅關職員、客）
- 蠟筆小新（男A）
- 『催眠麥克風 -Division Rap Battle-』Rhyme Anima（入間銃兔）
- 魔法水果籃 2nd season（廣志）
- 魔王學院的不適任者～史上最強的魔王始祖，轉生就讀子孫們的學校～（里貝斯特·艾尼）

2021年
- 女朋友 and 女朋友（廣播）
- 灼熱卡巴迪（關隆太、奏和部員1）
- 指尖傳出的真摯熱情2-戀人是消防員-（羽瀨淳）
- 搖曳露營△ SEASON2（外國人男性）
- SAKUGAN（沃爾什團部下C）
- 魔法水果籃 The Final（廣志）

2022年
- TRIBE NINE（五反田豐）
- ORIENT 東方少年（島津時雨）
- VAZZROCK THE ANIMATION（高月理久）
- BLEACH 千年血戰篇（阿茲基爾羅·伊邦）

2023年
- 魔王學院的不適任者～史上最強的魔王始祖，轉生就讀子孫們的學校～II（里貝斯特·艾尼）
- BLUE LOCK 藍色監獄（巴布羅·卡瓦索茲）
- 帶著智慧型手機闖蕩異世界。2（羅根）
- 肌肉魔法使-MASHLE-（湯姆·諾耶爾茲）
- 神劍闖江湖－明治劍客浪漫譚－（宇治木）
- 戰鬥陀螺X（ゼロゴー）
- 『催眠麥克風 -Division Rap Battle-』Rhyme Anima +（入間銃兔[2]）
- 魔法使的新娘 SEASON2（電影登場人物）
- 不死不運（小涼）

2024年
- 為了在異世界也能撫摸毛茸茸而努力。（迪）
- 外科醫生愛麗絲（田中）
- 肌肉魔法使-MASHLE- 神覺者候補選拔試驗篇（湯姆·諾耶爾茲）
- 指尖相觸，戀戀不捨（留學生B）
- 關於我轉生變成史萊姆這檔事 第3期（蓋羅多[3]）
- 黑執事 寄宿學校篇（朱利亞斯·皮特曼）
- 忍者神威（Subway Bro）
- 從路人角色開始的探索英雄譚（葛城隊長）
- 哎咕島消失的舔甜歌姬（村民、被詛咒的吉他盒[4]）
- 金肉人 完美超人始祖篇（加拿大人[5]）
- 魔王陛下RETRY！R（田原勇[6]）
- 鴨乃橋論的禁忌推理 2nd Season（大井川旬）

2025年
- 雖然是公會的櫃檯小姐，但因為不想加班所以打算獨自討伐迷宮頭目（海茨）
- 黑執事 綠之魔女篇（布里格、車夫、人狼）
- WITCH WATCH 魔女守護者（旁白）
- 華Doll* -Reinterpretation of Flowering-（千勢〈祥來千勢〉[7]）
- 搖滾樂是淑女的嗜好（英式英語監修）
- 正義使者 -我的英雄學院之非法英雄-（DJ）

### Web動畫
2016年
- 怪物彈珠（男A）

2018年
- DEVILMAN crybaby（巴士乘客A）

2019年
- IDOLiSH7 Vibrato（搬運工）

2025年
- 迪士尼 扭曲仙境 動畫版（Jade Leech[8]）

### OVA
2014年
- 男學生————《今天開始談戀愛》

2017年
- 民兵————《亞人》(單行本第10卷DVD付限定版)
- 少女的父親————《廢天使加百列 OVA》

2019年
- 上條淳————《巨蟲列島》(漫畫第6卷OAD付特裝版)

2020年
- 戴安娜·奧多尼————《歌舞伎町夏洛克 OVA》

### 劇場版動畫
2015年
- 劇場版 心理測量者

2017年
- 劇場版 黑子的籃球 LAST GAME（偵察員）

2018年
- 機動戰士高達NT（塔曼）

2020年
- 劇場版 巨蟲列島（上條淳）
- 想哭的我戴上了貓的面具（坂內翔太）

2022年
- BLUE THERMAL（男角色、德語監修）

2025年
- 電影版『催眠麥克風 -Division Rap Battle-』（入間銃兔[9]）

### 遊戲
2015年
- 偶像夢幻祭（椚章臣）
- 新約 聖靈殺手（艾倫）

2016年
- 偶像大師 SideM（古論克里斯）

2017年
- 偶像大師 SideM LIVE ON ST@GE!（古論克里斯）

2019年
- 霸穹 封神演義 ～仙界編年史～（魔禮紅）
- 侍魂 曉（加爾福特）

2020年
- 方根膠卷（八雲凜太朗）
- 奧林匹亞晚宴（薙草）

2021年
- 偶像大師 POPLINKS（古論克里斯）
- 貓郎樂園 - Catboys Paraside（Fennel）
- 新美妙世界（穴澤基威）
- 碧藍幻想（拉比利塔）

2022年
- 三角戰略（尤里歐·雷特曼）
- 偶像大師 SideM GROWING STARS（古論克里斯）
- ブルーロックPWC (パブロ・カバソス)

2023年
- BLEACH: Brave Souls（阿茲基爾羅·伊邦）

2024年
- 東京謎影者（磴塔真）

### 電視劇
2019年
- 超級銀河格鬥（2019年至今，超人力霸王利布特）

2021年
- 機界戰隊全開者（網球瓦爾多）
- 超人力霸王Trigger（超人力霸王利布特）

2023年
- 神秘博士（第十五任博士）[10]

## 外部連結
- （日語）[https://www.81produce.co.jp/actor_search/index.php/item%5B%5D